# Triumph Model W-serie
De Triumph Model W-serie was een serie lichte motorfietsen die het Britse merk Triumph produceerde van 1927 tot 1930.

## Voorgeschiedenis
Van 1914 tot 1925 had Triumph het populaire lichte Model LW (lightweight) geproduceerd, met aanvankelijk een 225cc-tweetaktmotor die in 1923 werd vergroot tot 250 cc. Het was een handzaam motorfietsje, dat ook wel "Baby Triumph" en "Junior Triumph" werd genoemd. Het was populair voor woon-werkverkeer, ook bij verpleegsters en geestelijken. De vraag naar lichte modellen bleef echter bestaan, temeer omdat de Britse wetgeving bepaalde dat voor motorfietsen lichter dan 200 pond (90,7 kg) slechts 30 shilling wegenbelasting per jaar hoefde te worden betaald. 

## Staande eencilinders

### Model W De Luxe en Model W
Het Model W De Luxe verscheen in 1927 met de wat vreemde cilinderinhoud van bijna 278 cc, terwijl 250 cc gangbaar was. Triumph had echter berekend dat met deze iets zwaardere motor toch een gewicht van 195 pond kon worden bereikt. Dat het met carbidlampen, claxon, benzine en olie 220 pond woog, werd waarschijnlijk niet aan de belastingdienst doorgegeven. De toevoeging "De Luxe" verdween al snel, uitgaande van de gedachte dat het dubbelop was: een Triumph was altijd "De Luxe" en de machine ging in 1928 als Model W door het leven.

#### Motor
Het Model W (De Luxe) kreeg geen tweetaktmotor meer, maar een eencilinderzijklepmotor met een boring van 66,5 mm en een slag van 80 mm, waardoor de cilinderinhoud 277,9 cc bedroeg. Ze had een aluminium zuiger. Net als bij het Model N uit 1927 kreeg de machine een mechanische oliepomp in het carter, ter vervanging van de handpomp op de tank waar de bestuurder ca. elke 10 mijl een klap op moest geven om de motor te smeren. De machine behield echter zijn total loss smering; de olie werd niet teruggevoerd naar de tank maar ging verloren door lekkage langs pakkingen en langs de zuigerveren, waardoor ze werd verbrand. Toch bleef de handpomp gehandhaafd, als zekerheid voor klanten die de moderne oliepomp niet vertrouwden. De pomp was ook handig om het carter te vullen nadat de olie was afgetapt. De ontstekingsmagneet zat achter de cilinder onder de Triumph-twin barrel-carburateur. 

#### Transmissie
Aan de linkerkant van de krukas zaten de tandwielen voor de aandrijving van de ontstekingsmagneet en de primaire transmissie. Via de meervoudige droge plaatkoppeling werd de Triumph-drieversnellingsbak aangedreven. Daar zat ook de kickstarter op. Het achterwiel werd door een ketting onder een klein kettingschermpje aangedreven. 

#### Rijwielgedeelte
De  machine had het vertrouwde open brugframe, dat bij de zwaardere modellen niet goed voldeed, maar dat voor het lichte Model W sterk genoeg was. Voor zat een Webb-type-voorvork met een centrale veer, achtervering was er niet. De voorvork had geen demping, maar wel een frictie-stuurdemper. Beide wielen hadden trommelremmen. Nieuw in 1927 waren de staalgordelbanden, waardoor de bandenspanning kon worden verlaagd wat het comfort enigszins verhoogde.

### Modellen WS 1, WS 2 en WS 3
In 1929 werd de flattank bij alle Triumph-modellen vervangen door een zadeltank. Dat had gevolgen voor de opbouw van de machine, die nu de naam Triumph WS kreeg. De tank bevatte geen oliecompartiment meer en daarom kwam er een aparte olietank onder het zadel. Omdat ook het handpompje moest vervallen, zat er achter de linker voetsteun een klein pedaaltje dat via een bowdenkabel was verbonden met een pompje in de olietank. De machine kreeg nu ook een Amal-carburateur. 
Er waren drie versies: 
- Het Model WS 1 was de "kale" machine zonder verlichting. Het kostte 37 pond, 17 shilling en 6 penny.
- Het Model WS 2 had Lucas-Acetyleenverlichting en een Clayrite-knijpclaxon en kostte 39 pond en 10 shilling.
- Het Model WS 3 had Lucas elektrische verlichting, een magdyno en een knijpclaxon en kostte 43 pond, 12 shilling en 6 penny.

## Slopers
Hoewel P&M al in de jaren tien de zgn. "slopers" met voorover hellende cilinder bouwde, werd dit blok als modeverschijnsel waarschijnlijk in 1927 ingeleid door BSA met de S27 Special Sports OHV. Triumph was er tamelijk laat mee: pas in 1931 bracht het slopers op de markt, die het "inclined cylinders" (schuine cilinders) noemde. Het ging echter ook al vrij ver in het "clean" maken van de blokken. Links zat al een nette kettingkast over de primaire transmissie, maar de rechterkant van het blok werd ook opgeschoond met een plaatstalen kast waar alleen het rempedaal, de voetsteun en de kickstarter doorheen staken. Verdere opschoning vond plaats door de bedieningskabels door het stuur heen te geleiden. Dat kon door de manettes te vervangen door twistgrips, rechts voor het gas en links voor de voorontsteking. Ook de olieleidingen waren verdwenen, doordat de olietank was ondergebracht in een apart deel aan de voorkant van het carter. Dat systeem paste BSA onder meer toe in de BSA W-serie. Het was nu wel een dry-sumpsysteem, want een gecompliceerde oliepomp pompte de olie naar het hoofdcarter en ook weer terug naar de tank. Dit maakte ook ruimte voor een kast onder het zadel voor het boordgereedschap. 

### Model WO
Het Model WO uit 1931 kreeg een sloper-kopklepmotor met een boring van 63 mm en een slag van 80 mm, waardoor de cilinderinhoud op 249,4 cc kwam. Het had een dubbele (Twin Port of Two Port)-uitlaatpoort.

### Model WA
Het Model WA kwam in 1931, maar later dan het Model WO, op de markt. Het was technisch gelijk, maar had slechts een uitlaatpoort en was daardoor de goedkopere versie van het Model WO.

### Model WL
Het Model WL verscheen ook in 1931, maar het was een iets zwaardere machine met een zijklepmotor. Met een boring van 72 mm en een slag van 85,5 mm kwam ze op 348,1 cc

### Model WP
In 1933 volgde het Model WP. Dit was de sportversie van het 250cc-Model WO. Deze machine was niet alleen voorzien van een wat sportiever uiterlijk, de motor was ook speciaal getuned voor meer vermogen.

## Technische gegevens
| Triumph Model          | W De Luxe                           | W                                   | WS 1                                | WS 2                                | WS 3                                | WO                                 | WA                                 | WL                                 | WP                                 |
| ---------------------- | ----------------------------------- | ----------------------------------- | ----------------------------------- | ----------------------------------- | ----------------------------------- | ---------------------------------- | ---------------------------------- | ---------------------------------- | ---------------------------------- |
| Periode                | 1927                                | 1928                                | 1929-1930                           | 1929-1930                           | 1929-1930                           | 1931-1933                          | 1931-1933                          | 1931-1932                          | 1933                               |
| Categorie              | Toer                                | Toer                                | Toer                                | Toer                                | Toer                                | Toer                               | Toer                               | Toer                               | Sport                              |
| Motortype              | Zijklepmotor                        | Zijklepmotor                        | Zijklepmotor                        | Zijklepmotor                        | Zijklepmotor                        | Kopklepmotor                       | Kopklepmotor                       | Zijklepmotor                       | Kopklepmotor                       |
| Bouwwijze              | Dwarsgeplaatste staande eencilinder | Dwarsgeplaatste staande eencilinder | Dwarsgeplaatste staande eencilinder | Dwarsgeplaatste staande eencilinder | Dwarsgeplaatste staande eencilinder | Dwarsgeplaatste eencilinder sloper | Dwarsgeplaatste eencilinder sloper | Dwarsgeplaatste eencilinder sloper | Dwarsgeplaatste eencilinder sloper |
| Koeling                | Lucht                               | Lucht                               | Lucht                               | Lucht                               | Lucht                               | Lucht                              | Lucht                              | Lucht                              | Lucht                              |
| Boring                 | 66,5 mm                             | 66,5 mm                             | 66,5 mm                             | 66,5 mm                             | 66,5 mm                             | 63,0 mm                            | 63,0 mm                            | 72,0 mm                            | 63,0 mm                            |
| Slag                   | 80 mm                               | 80 mm                               | 80 mm                               | 80 mm                               | 80 mm                               | 80 mm                              | 80 mm                              | 85,5 mm                            | 80 mm                              |
| Cilinderinhoud         | 277,9 cc                            | 277,9 cc                            | 277,9 cc                            | 277,9 cc                            | 277,9 cc                            | 249,4 cc                           | 249,4 cc                           | 348,1 cc                           | 249,4 cc                           |
| Carburateur(s)         | Triumph twin barrel                 | Triumph twin barrel                 | Amal                                | Amal                                | Amal                                | Amal                               | Amal                               | Amal                               | Amal                               |
| Smeersysteem           | Total loss                          | Total loss                          | Total loss                          | Total loss                          | Total loss                          | Dry-sump                           | Dry-sump                           | Dry-sump                           | Dry-sump                           |
| Fiscaal vermogen       | 2,77 pk                             | 2,77 pk                             | 2,77 pk                             | 2,77 pk                             | 2,77 pk                             | 2,5 pk                             | 2,5 pk                             | 3,5 pk                             | 2,5 pk                             |
| Primaire aandrijving   | Ketting                             | Ketting                             | Ketting                             | Ketting                             | Ketting                             | Ketting                            | Ketting                            | Ketting                            | Ketting                            |
| Koppeling              | Meervoudige natte plaat             | Meervoudige natte plaat             | Meervoudige natte plaat             | Meervoudige natte plaat             | Meervoudige natte plaat             | Meervoudige natte plaat            | Meervoudige natte plaat            | Meervoudige natte plaat            | Meervoudige natte plaat            |
| Versnellingen          | 3                                   | 3                                   | 3                                   | 3                                   | 3                                   | 3                                  | 3                                  | 3                                  | 3                                  |
| Secundaire aandrijving | Ketting                             | Ketting                             | Ketting                             | Ketting                             | Ketting                             | Ketting                            | Ketting                            | Ketting                            | Ketting                            |
| Rijwielgedeelte        | Open brugframe                      | Open brugframe                      | Open brugframe                      | Open brugframe                      | Open brugframe                      | Open brugframe                     | Open brugframe                     | Open brugframe                     | Open brugframe                     |
| Voorvork               | Webb-type Triumph                   | Webb-type Triumph                   | Webb-type Triumph                   | Webb-type Triumph                   | Webb-type Triumph                   | Webb-type Triumph                  | Webb-type Triumph                  | Webb-type Triumph                  | Webb-type Triumph                  |
| Achtervork             | Star                                | Star                                | Star                                | Star                                | Star                                | Star                               | Star                               | Star                               | Star                               |
| Remmen                 | Trommelremmen                       | Trommelremmen                       | Trommelremmen                       | Trommelremmen                       | Trommelremmen                       | Trommelremmen                      | Trommelremmen                      | Trommelremmen                      | Trommelremmen                      |
| Tankinhoud             | 6,8 liter                           | 6,8 liter                           | 6,8 liter                           | 6,8 liter                           | 6,8 liter                           | Onbekend                           | Onbekend                           | Onbekend                           | Onbekend                           |
| Droog gewicht          | 88,5 kg                             | 88,5 kg                             | 88,5 kg                             | 99,7 kg                             | 99,7 kg                             | Onbekend                           | Onbekend                           | Onbekend                           | Onbekend                           |